# 皮考克峽灣
皮考克峽灣（英語：Peacock Sound）是南極洲的海灣，位於埃爾斯沃思地，處於瑟斯頓島和南極大陸之間，長216公里、寬64公里，西部被阿博特冰架覆蓋，該海灣在1960年被發現。
72°47′S 99°05′W / 72.783°S 99.083°W